# Palais Azem
 (juin 2016).
Le palais Azem (en arabe : قصر العظم / qaṣr al-ʿaẓm), est un palais construit en 1750 à Damas en Syrie pour le gouverneur ottoman, Assad Pacha al-Azem, membre de la puissante famille régionale des Al-Azem. Il se trouve à proximité du khan Assad Pacha, caravansérail construit par le même gouverneur. Restauré en 1945-1961, il abrite le musée des arts et traditions populaires.

## Architecture

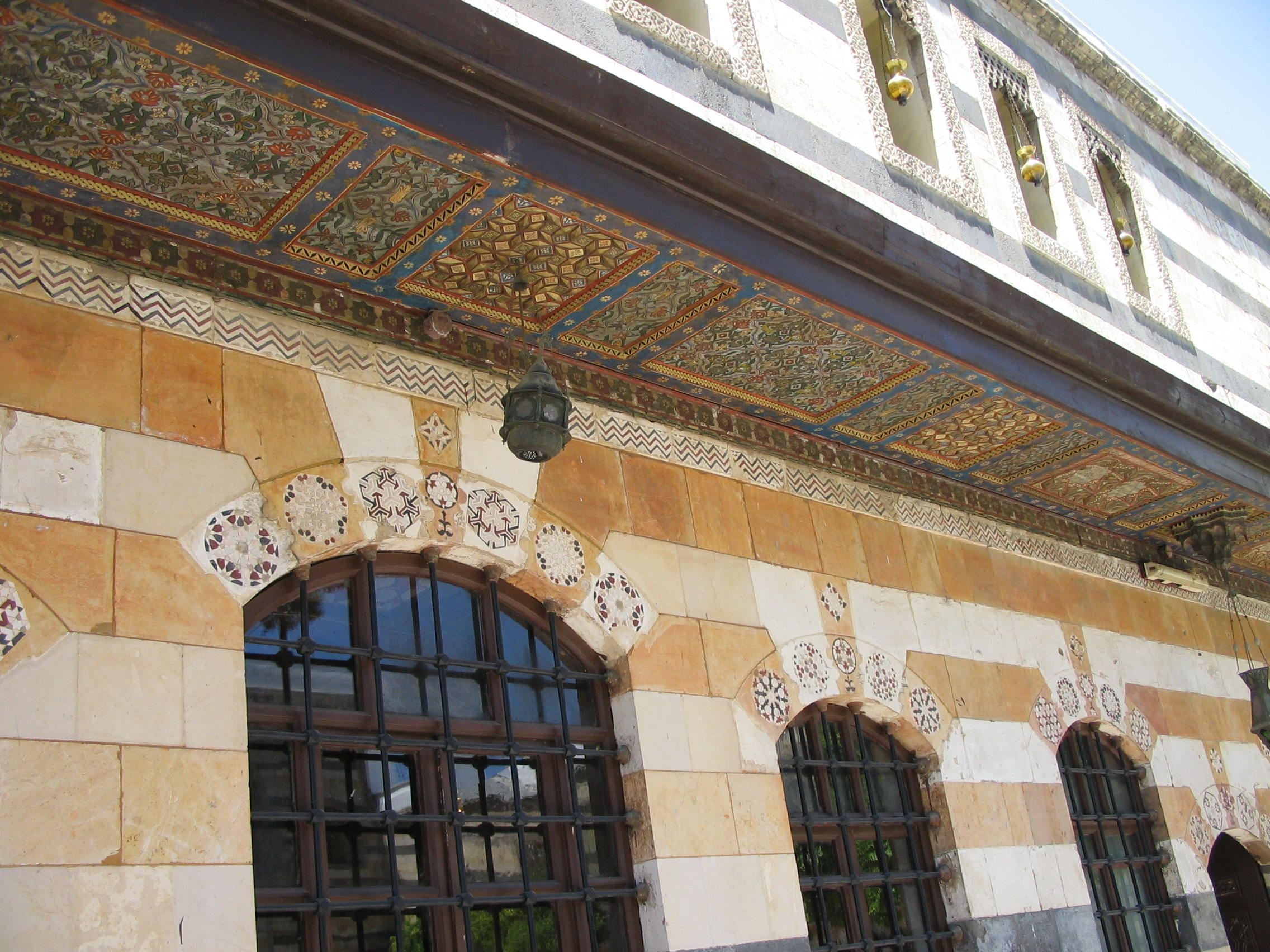
Vue du palais Azem.

L'architecture du palais Azem est un bon exemple de ce qu'est une demeure noble damascène. La maison est structurée en différents bâtiments et deux ailes principales: le  harem et le selamlik. Le harem est l'aile familiale, avec un espace privé pour ses résidents (à l'origine la famille Azem). Cette aile comprend les cuisines, les quartiers des domestiques, les bains (hammam), réplique à échelle plus petite des bains publics de la ville. Le salamlik, ou selamlik, est l'aile réservée aux invités, avec des salles de réception et de grandes cours agrémentées de fontaines. Plusieurs sortes de pierre sont utilisés, dont le calcaire, le grès, le basalte et le marbre, choisies pour donner un effet naturel au décor. Les plafonds sont faits de panneaux peints de scènes bucoliques. 
Selon Andrew Petersen, directeur de recherche en archéologie islamique à l'University of Wales Lampeter, l'utilisation dans cette maison de l'ablaq (décor alternant en plus de la couleur jaune, le calcaire blanc et le basalte noir, notamment selon de grandes bandes horizontales) est « caractéristique de la maçonnerie des monuments de Damas. »
En 1925 sous le Mandat français, le palais est restauré. Il appartient à l'Institut français de 1930 à 1946, et il est devenu un musée des arts et des traditions populaires. La restauration du palais, en 1983, a été récompensée par le prix de l'Agha Khan.

## Le musée
Le musée des arts et traditions populaires contient, entre autres, une riche collection de costumes traditionnels syriens, dont la plupart ont été reproduits par l'artiste Ziad Zukkari.